# Štefurov
Štefurov je obec na Slovensku v okrese Svidník. Leží v údolí Ondavské vrchoviny, asi 18 km západně od města Stropkov a 12 km severně od města Giraltovce. Žije zde 105 obyvatel.
První písemná zmínka o obci pochází z roku 1414. V obci je řeckokatolický chrám Narození přesvaté Bohorodičky z roku 1821.

## Symboly obce

### Znak a vlajka
V dolní polovině zeleného štítu je zlatý snop obepnut stříbrným srpem se zlatou rukojetí a nad ním jsou tři stříbrné štůčky plátna.
Tento znak byl přijatý usnesením obecního zastupitelstva ze dne 23. srpna 2006, a je zapsaný v heraldickém registru Slovenské republiky pod signaturou S – 345/2006.
Současná heraldická kompozice znaku představuje všeobecnou zemědělskou symboliku podle otisku pečetidla ze 40‑tých let 19. století a je doplněna o řemeslný motiv – plátenictví.
Autoři znaku jsou Peter Kónya, Leon Sokolovský a Sergej Pančák.
Vlajka obce sestává z šesti podélných pruhů v barvách zelené (1/8), žluté (2/8), bílé (1/8), zelené (1/8), žluté (2/8) a bílé (1/8). Vlajka má poměr stran 2:3 a ukončená je třemi cípy, tj. dvěma zástřihy, sahajícími do třetiny jejího listu.